# Rouven Schröder
Rouven Schröder (Arnsberg, 18 oktober 1975) is een Duits voormalig voetballer en huidig sportbestuurder. Hij debuteerde namens Bochum op 1 april 2001 in het betaald voetbal. Na zijn actieve spelerscarrière ging Schröder aan de slag als scout en bestuurder. Sinds april 2023 is hij sportief directeur van Leipzig. Die functie bekleedde hij tot 31 november 2024. Hierna maakte hij de overstap naar zusterclub Red Bull Salzburg.